# Hassan N’Dam N’Jikam
Hassan N’Dam N’Jikam (ur. 18 lutego 1984 w Kamerunie) – francuski bokser kameruńskiego pochodzenia, były zawodowy mistrz świata wagi średniej (do 160 funtów) organizacji WBO.

## Kariera amatorska
W 2003 reprezentował Kamerun na Igrzyskach Afrykańskich w Abudży. Zdobył srebrny medal w wadze średniej przegrywając w finale z Egipcjaninem Abdelem Ramadanem.
W 2004 wystąpił na Igrzyskach Olimpijskich w Atenach. Pokonał reprezentanta Dominikany Juana José Ubaldo i Irlandczyka Andy’ego Lee a następnie przegrał ze zdobywcą złotego medalu Rosjaninem Gajdarbiekiem Gajdarbiekowem.
W trakcie kariery amatorskiej wygrał 77 walk, 4 przegrał i 3 zremisował.

## Kariera zawodowa
Karierę zawodową rozpoczął 4 grudnia 2004 roku. Do czerwca 2010 stoczył 24 walk, wszystkie wygrywając. W tym czasie zdobył tytuł WBA International w wadze średniej.
30 października 2010 stanął do pojedynku o tytuł tymczasowego mistrza federacji WBA w kategorii średniej. W Paryżu zwyciężył jednogłośnie na punkty Gruzina Awandila Khurtsidze. Tytuł obronił w następnej walce z Giovannim Lorenzo z Dominikany.
4 maja 2012 w Levallois-Perret (Francja) zwyciężył jednogłośnie Maxa Bursaka z Ukrainy i zdobył tytułu mistrza tymczasowego tym razem federacji WBO oraz prawo do walki, z mistrzem regularnym Dmitrijem Pirogiem. Do walki nie doszło z winy Piroga, który wybrał walkę z Giennadijem Gołowkinem, później odwołaną z powodu kontuzji Piroga. W sierpniu Pirog został pozbawiony tytułu a do rangi mistrza regularnego awansowany N’Dam N’Jikam. W pierwszej obronie tytułu zmierzył się 20 października, w Nowym Jorku z Amerykaninem Peterem Quillinem. Przegrał jednogłośnie na punkty, będąc sześciokrotnie liczony i utracił pas mistrzowski.
20 czerwca 2015 w Montrealu w pojedynku o wakujący tytuł mistrza świata wagi średniej według federacji IBF, przegrał jednogłośnie na punkty 109:115, 109:115 i 114:110  z Kanadyjczykiem Davidem Lemieuxem (34-2, 31 KO).